# Coral Sea Cable System
Das Coral Sea Cable System (CS²) ist ein Seekabel, das die Salomonen und Papua-Neuguinea mit Australien verbindet. Es wurde am 12. Dezember 2019 fertiggestellt und im Februar 2020 in Betrieb genommen. Es ist das erste Seekabel, das die Salomonen an das Internet anbindet.
Das Kabel verläuft von Sydney in Australien zu einem Verteilerpunkt im Korallenmeer, von dem aus jeweils ein Strang mit je zwei Leitungspaaren nach Port Moresby auf Neuguinea und nach Honiara auf Guadalcanal verläuft. Dort hat es Anschluss an das gleichzeitig erbaute Solomon Islands Domestic Network, ein 730 km langes Seekabel, das Honiara mit den Landungspunkten Auki auf Malaita, Noro auf New Georgia und Taro auf Taro Island verbindet.